# La pulce d’acqua
La pulce d'acqua (deutsch: Der Wasserfloh) ist der Titel eines Musikalbums von Angelo Branduardi, auf dem auch das titelgebende Lied La pulce d'acqua enthalten ist, das als Radio-Hit bekannt wurde und Branduardi in Deutschland populär machte. Das Album erschien 1977 als Langspielplatte. Das Album enthält neun Lieder, darunter Ballo in Fa diesis minore (Ballade in fis-moll), das aus der Idee eines alten Totentanzes entstand. Größter Hit des Albums wurde La pulce d'acqua.

## Titelliste
Seite A:
1. Ballo In Fa diesis minore
2. Il ciliegio
3. Nascita di un lago
4. Il poeta di corte
5. Il marinaio

Seite B:
1. La pulce d’acqua
2. La sposa rubata
3. La lepre nella luna
4. La bella dama senza pietà

## Anderssprachige und ausländische Veröffentlichungen
Das Album erschien 1979 auch auf Englisch unter dem Titel Fables and Fantasies und auf Französisch als La Demoiselle.
In Italien erschien die Original-LP bei Polydor mit einer Extra-Beilage. Neun Malereien zu den Liedern waren der Platte mit Klapp-Cover beigelegt.
EMI veröffentlichte mit der CD sowohl das Original-Cover als auch eine Version mit dem zu dem Lied La pulce d'acqua gehörenden Bild.